# Источна Белорусија
Источна Белорусија је назив који се обично односи на део Белорусије који је био под совјетском окупацијом између 1919. и 1939. године, за разлику од Западне Белорусије која је била део Друге пољске републике у то време.
Године 1939. Западна Белорусија је припојена Совјетском Савезу након совјетске инвазије на Пољску и постала део Белоруске ССР.